# Grañena de las Garrigas
Grañena de las Garrigas (en catalán y oficialmente Granyena de les Garrigues) es una localidad y municipio español de la provincia de Lérida, en la comunidad autónoma de Cataluña. Se encuentra en la parte occidental de la comarca de Las Garrigas, en el límite con la del Segriá.

## Geografía humana

### Demografía
Cuenta con una población de 163 habitantes (INE 2024).
| Gráfica de evolución demográfica de Grañena de las Garrigas entre 1842 y 2021 |
| |
| Población de derecho según los censos de población del INE Población de hecho según los censos de población del INEEn estos censos se denominaba Grañena de las Garrigas: 1842, 1857, 1860, 1877, 1887, 1897, 1900, 1910, 1920, 1930, 1940, 1950, 1960, 1970 y 1981 |

| 1900 | 1930 | 1950 | 1970 | 1981 | 1986 |
| ---- | ---- | ---- | ---- | ---- | ---- |
| 613  | 520  | 409  | 297  | 222  | 200  |